# Kultstatus

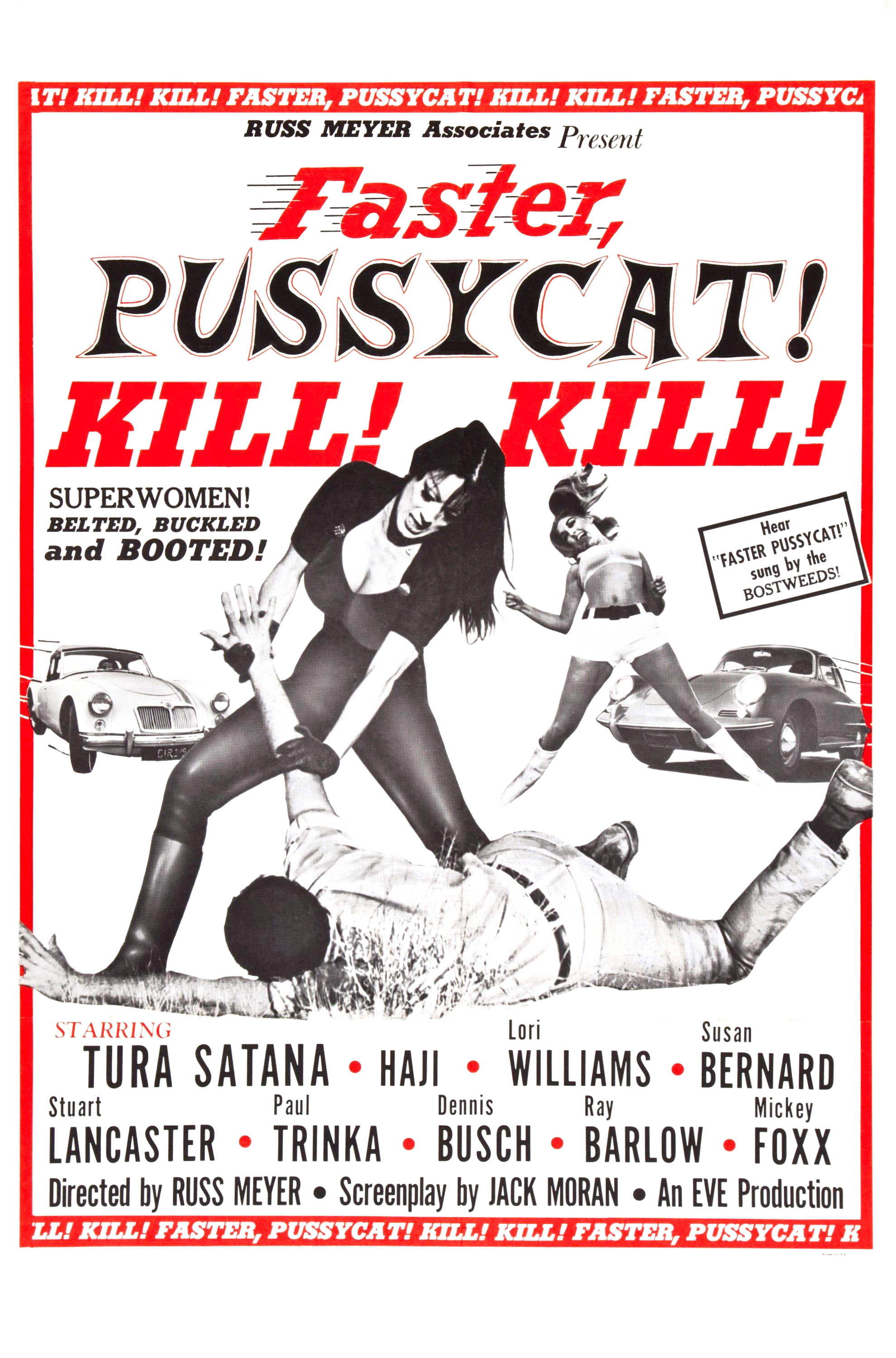
Faster, Pussycat! Kill! Kill! från 1965, är ett välkänt exempel på en kultförklarad film.

Kultstatus är beteckning på ett ämne, område, sak, uttryck eller kulturyttring som är historiskt passé men är välkänt och refereras i tal och uttryck då många fattat tycke för idébilden av yttringen.[källa behövs]
Uttrycket kult är överfört från ordets ursprungliga betydelse, "religiös dyrkan". Vanligast är uttrycket bland ungdomar samt i populär- och kvällspressen. Det används i regel i samband med marginella kulturyttringar i populärkulturen och dess olika subkulturer och som anses mer framstående än andra inom den aktuella kulturgenren.
Ofta är det en enstaka företeelse som kultförklaras (till exempel en sång av ett visst band eller en viss artist, en film, ett tv-spel, ett klädmode och så vidare), eller också är det någon representant för kulturyttringen (till exempel en artist, en författare, ett band och så vidare). När någonting blir kultförklarat kan dess kultstatus antingen förklinga mycket snabbt (fast det då kanske är mer fråga om en modefluga) eller hålla i sig i flera år.
Uttrycket härstammar troligen från engelskan, där det används på ett snarlikt sätt.[källa behövs]

## Exempel på anledningar till kultstatus
- Banbrytande eller ifrågasättande
- Anses lite konstigt, fult eller tabu
- En anakronism med nostalgisk prägel
- Intresseväckande ur såväl positiv som negativ synvinkel